# María Luisa Calero Vaquera
María Luisa Calero Vaquera (Azuaga, Badajoz, 1956) es una lingüista e investigadora española que se ha especializado en temas relacionados con la construcción de lenguas universales, sexismo lingüístico, comunicación virtual, ideología y lenguaje. Gran parte de sus libros y artículos científicos abordan cuestiones sobre la historia de la lingüística y la gramática española.

## Estudios
María Luisa Calero Vaquera obtuvo su licenciatura en 1978 y su doctorado en 1983 en Filosofía y Letras ubicada en la sección de Filología Hispánica en la Universidad de Córdoba (tesis: La gramática española desde A. Bello (1847) hasta R. Lenz (1920). Fue Premio Extraordinario de licenciatura y de doctorado. Desde 1994 se desempeñó como Catedrática de Lingüística general de la Universidad de Córdoba. Desde 2017 es profesora jubilada.

## Investigadora y académica
Su actividad docente comenzó en 1979, la cual se centró en Lingüística general, la Semiología, la Historia de la Lingüística, la Sociolingüística, la Terminología y la Psicolingüística. Ha coordinado programas de doctorado, ha sido profesora y colaborado con espacios académicos como la Universidad de Córdoba, la Universidad de Málaga, la Universidad de Montevideo, Universidad Johann Wolfgang Goethe y Universidad del Zulia sobre todo en temas relacionados con la Lingüística general, la Semiología, la Historia de la Lingüística, la Sociolingüística, la Terminología y la Psicolingüística. 
A lo largo de su trayectoria como investigadora ha sido autora y/o coautora de 24 libros, 110 capítulos de libros o artículos en revistas de difusión nacional e internacional. Asimismo, ha dirigido 95 ponencias en congresos nacionales e internacionales. Otros méritos científicos que se suman a su trayectoria son su participación como fundadora y codirectora de la revista «Glosa» del Departamento de Filología Española y sus Didácticas de la Universidad de Córdoba, su codirección en la revista «Estudios de Lingüística del Español». También fue socia fundadora de la Sociedad Española de Historiografía y de la Asociación Andaluza de Lingüística General. Ha sido evaluadora y participado en el comité editorial y científico de revistas de 19 universidades en América Latina y en Europa. Sobre su trayectoria como investigadora, la lingüista escribió en su autobiografía publicada por la editorial UOC lo siguiente:

El más largo tramo de mi recorrido como investigadora está jalonado por estudios del ámbito de la historiografía lingüística, abarcando temas de morfosintaxis, lexicología y semántica, ortografía, enseñanza de lenguas, lenguas artificiales.

También ha sido responsable de proyectos como I+D, «Los comienzos de la moderna sintaxis: análisis lógico y análisis gramatical en la enseñanza del español», los cuales han abonado en el abandono de viejos modelos de descripción sintáctica del español y en el surgimiento de la sintaxis moderna.

### Lenguaje y género
Calero resalta en su autobiografía el origen de su afición por el estudio de género, ésta se remonta a 1994, cuando por demandas universitarias, se crea en Córdoba el Aula Interdisciplinar de Estudios sobre Género, que en 2003 se convirtió en la Cátedra de Estudios sobre las Mujeres «Leonor de Guzmán», respecto a este espacio la lingüista apunta:

Gracias al empeño de algunas profesoras durante años se ha dinamizado este espacio de encuentro y nos han involucrado a muchas docentes en el conocimiento de la investigación feminista: una rompedora epistemología que venía a poner ante nuestra mirada un nuevo código ético, unos nuevos métodos de investigación (cualitativa), la consideración del género como principio modelador de las vidas personales. (...) Cambios de encuadre que, no podía ser de otro modo, removieron mi visión —y no solo— sobre el lenguaje y las lenguas, por lo que ávidamente me sumergí en la lectura de lo que otras autoras habían dejado escrito acerca de las relaciones de sexo/ género y discurso.

Con el propósito de visibilizar el sexismo en la lengua española, Calero participó en colaboraciones con diversas autoras en la edición de libros monográficos a modo de guías de estilo que buscan exhibir las marcas de estereotipos de género. Ante las polémicas que surgen en el uso de la lengua española, la lingüista afirma lo siguiente sobre su labor como investigadora:

Mi posición en estas, a veces, tan encendidas polémicas —por lo que encierran de ideología— ha sido la de salvaguardar a) la legitimidad y el valor científico de este tipo de investigaciones que, como cualquier debate incluido en esta categoría, merece un discurso objetivo, riguroso y sereno; y b) la naturalidad y el respeto con que los especialistas debemos considerar las exigencias lingüísticas de aquellas comunidades que, como la hispanohablante, en su rápida evolución social demandan cambios lingüísticos acordes con tal desarrollo.

## Premios y distinciones
- Premio Extraordinario de Licenciatura en Filología Hispánica, Universidad de Córdoba, (curso 79/80).[4]
- Premio Extraordinario de doctorado en Filosofía y Letras (Filología Hispánica), Universidad de Córdoba, (curso 83/84).[4]
- Finalista del XI Premio de Narraciones Breves Antonio Machado, Madrid, (mayo de 1987).[4]
- Premio “Córdoba en Igualdad” en el movimiento feminista. Diputación de Córdoba (Delegación de Igualdad, edición 2018).[4]
- Premio “Córdoba en Igualdad” en el movimiento feminista. Diputación de Córdoba (Delegación de Igualdad, edición 2019).[4]
- Premio “Menina Andalucía” contra la violencia de género. Recibido como Directora de la Cátedra de Estudios de las Mujeres “Leonor de Guzmán” en el período 2003-2007, (7.ª edición, 2019).[4]

## Publicaciones recientes
Cuenta con 134 publicaciones, de acuerdo con Google Académico, ha sido citada 980 veces.
- Calero Vaquera, M.a L. (2021). Los antecedentes de los diccionarios de lingüística: el Vocabulario gramatical de la lengua castellana (1870) de P. F. Monlau RILEX. Revista sobre investigaciones léxicas, 4/I, pp. 7-45.[7]

- Historia de la gramática española, 1847-1920 de A. Bello a R. Lenz / Prólogo de José A. de Molina Redondo.[8]
- Alonso Pascua, Borja; Escudero Paniagua, Francisco; Villanueva García, Carlos; Quijada van den Berghe, Carmen y Gómez Asencio, José J. (eds.): Lazos entre lingüística e ideología desde un enfoque historiográfico (ss. XVI-XX) (pp.37-52). Ediciones Universidad de Salamanca[9]
- Calero Vaquera, M.a L. (2020). Comunicación del Conocimiento científico en la era de la postverdad. Retos y oportunidades. Revista de Ciencias Sociales Prisma Social. ISSN: 1989.3469[10]
- Anales de Lingüística. Segunda época n.4 – abr-sep 2020 Mendoza, Argentina ISSN 0325-3597 (impreso) - ISSN 2684-0669 (digital) pp.35-56.[11]
- En los límites del lenguaje: diseños artificiales y ficciones comunicativas. Volumen monográfico de Estudios de Lingüística del Español, 41 (2020). Universitat Autònoma de Barcelona, Editor: Coordinadoras y editoras: Carmen Galán Rodríguez y María Luisa Calero Vaquera. ISBN: 1139-8736[12]
- Calero Vaquera, M.a L. (2019). Las ideas de Eduardo Benot sobre la construcción de la lengua universal: breves apuntes. Boletín de la Sociedad Española de Historiografía Lingüística,  1695-2030, N.º 13, págs. 107-122.[13]
- Marrades, A., Sevilla, J., Calero, M. L., & Salazar Benítez, O. (2019). El lenguaje jurídico con perspectiva de género. Algunas reflexiones para la reforma constitucional. Revista De Derecho Político, 1(105), 127–160. https://doi.org/10.5944/rdp.105.2019.25270 [14]
- Antonio Briz, Mª José Martínez Alcalde, Nieves Mendizábal, Mara Fuertes Gutiérrez, José Luis Blas y Margarita Porcar (coords.), Estudios lingüísticos en homenaje a Emilio Ridruejo (pp.163-176)[15]
- Calero Vaquera, M. L. (2018). Sobre el concepto “ideología” y su repercusión en la epistemología lingüística. Circula,(8), 7–29.[16]